# Ewald Mies
Ewald Philipp Jacob Mies (* 3. Oktober 1877 in Aachen; † 18. April 1962 ebenda) war ein deutscher Steinmetz und Architekt, tätig in Aachen und Ostbelgien, und der Bruder des Architekten Ludwig Mies van der Rohe.

## Leben
Ewald Mies besuchte die Volksschule und Gewerbeschule in Aachen sowie anschließend die Kunstgewerbeschulen Aachen und Bern und erhielt den Meisterbrief als Steinmetz. Im Anschluss folgten erste selbständige Arbeiten sowie nach und nach die Übernahme des Steinmetzbetriebs des Vaters Michael Mies. Ewald Mies fertigte als Steinmetz Arbeiten zur Ausstattung von Kirchen und Profanbauten nach eigenen und Entwürfen anderer Künstler an. Mehrere Ehrenmale und Grabsteine sind von ihm bekannt. Als Steinhändler lieferte er Naturstein für Bauvorhaben in Aachen und der Umgebung, hielt enge Kontakte zu regionalen Steinbrüchen und war für seine Expertise weithin bekannt. In der Zeit von 1938 bis ca. 1946 betrieb er einen Travertin-Steinbruch nahe Urfey in der Eifel, unter anderem zur Belieferung der Baustelle des nationalsozialistischen Reichsparteitagsgeländes in Nürnberg.
Nach dem Zweiten Weltkrieg war er insbesondere mit der Restaurierung von Brunnen im kriegszerstörten Aachen beschäftigt sowie mit der Errichtung neuer Brunnen, wie dem Seepferdchenbrunnen für die Rotunde des Elisenbrunnens.
Neben der Tätigkeit als Steinmetz arbeitete Ewald Mies auch als Architekt. Er arbeitete 1910 mit seinem Bruder Ludwig am Architekturentwurf für ein Bismarck-Nationaldenkmal in Bingerbrück. Er bezeichnete sich ab 1920 in den Aachener Adressbüchern als Architekt und baute 1936 und 1937 zwei Wohnhäuser in Ostbelgien. Das Wohnhaus für die befreundete Steinmetzfamilie Homburg in Raeren ist bemerkenswert modern und zeigt in Grundriss und Bauform Ähnlichkeiten mit Entwürfen des Bruders. In der Familie der Bauherren ist überliefert, dass Ewald und Ludwig Mies am Entwurf des Hauses zusammenarbeiteten.
Im Verlauf seiner gesamten Karriere lässt sich immer wieder eine Zusammenarbeit mit dem Bruder Ludwig Mies van der Rohe auf unterschiedlichen Ebenen feststellen. Die beiden Brüder waren enge Vertraute. Hier ist der Entwurf für Bingen zu nennen sowie mit großer Wahrscheinlichkeit das elterliche Grabmal in Aachen sowie das genannte Haus Homburg.
Ewald Mies heiratete nie, hatte keine Kinder und starb nach einem arbeitsreichen Leben 1962 im Alter von 84 Jahren in Aachen. Er fand seine letzte Ruhestätte im Familiengrab auf dem Aachener Westfriedhof. Bruder Ludwig reiste zur Beerdigung an.

## Werke (Auswahl)
- 1907: Taufbecken für die Pfarrkirche Wallerode (Belgien), mit Franz Wildt.
- 1910: Architekturentwurf für das Bismarck-Denkmal in Bingen, mit Ludwig Mies van der Rohe
- 1911–12: Altarmensen für die Pfarrkirche St. Johann Baptist in Stolberg-Vicht
- 1922: Ehrenmal für die Gefallenen der Alemannia Aachen des Ersten Weltkriegs. Waldfriedhof, Aachen.
- 1929: Grabmal für die Eltern Michael und Amalie Mies, Westfriedhof Aachen, wahrscheinlich mit Ludwig Mies van der Rohe
- 1936: Wohnhaus Familie Homburg, Raeren (Belgien), wahrscheinlich mit Ludwig Mies van der Rohe[4]
- 1937: Wohnhaus Familie Klöters, Eupen (Belgien)
- 1938: Gedenkstein für Turnvater Jahn, Waldstadion Aachen.
- nach 1943: Familiengrabstätte Hugo Cadenbach. Heißbergfriedhof, Aachen.
- 1953: Wiederherstellung der Brunnenschale des „Hühnerdiebs“, Aachen
- 1956: Brunnenschale für den Seepferdchenbrunnen im Elisenbrunnen, Aachen, mit Gerhard Thomalla und Jupp Zeller.

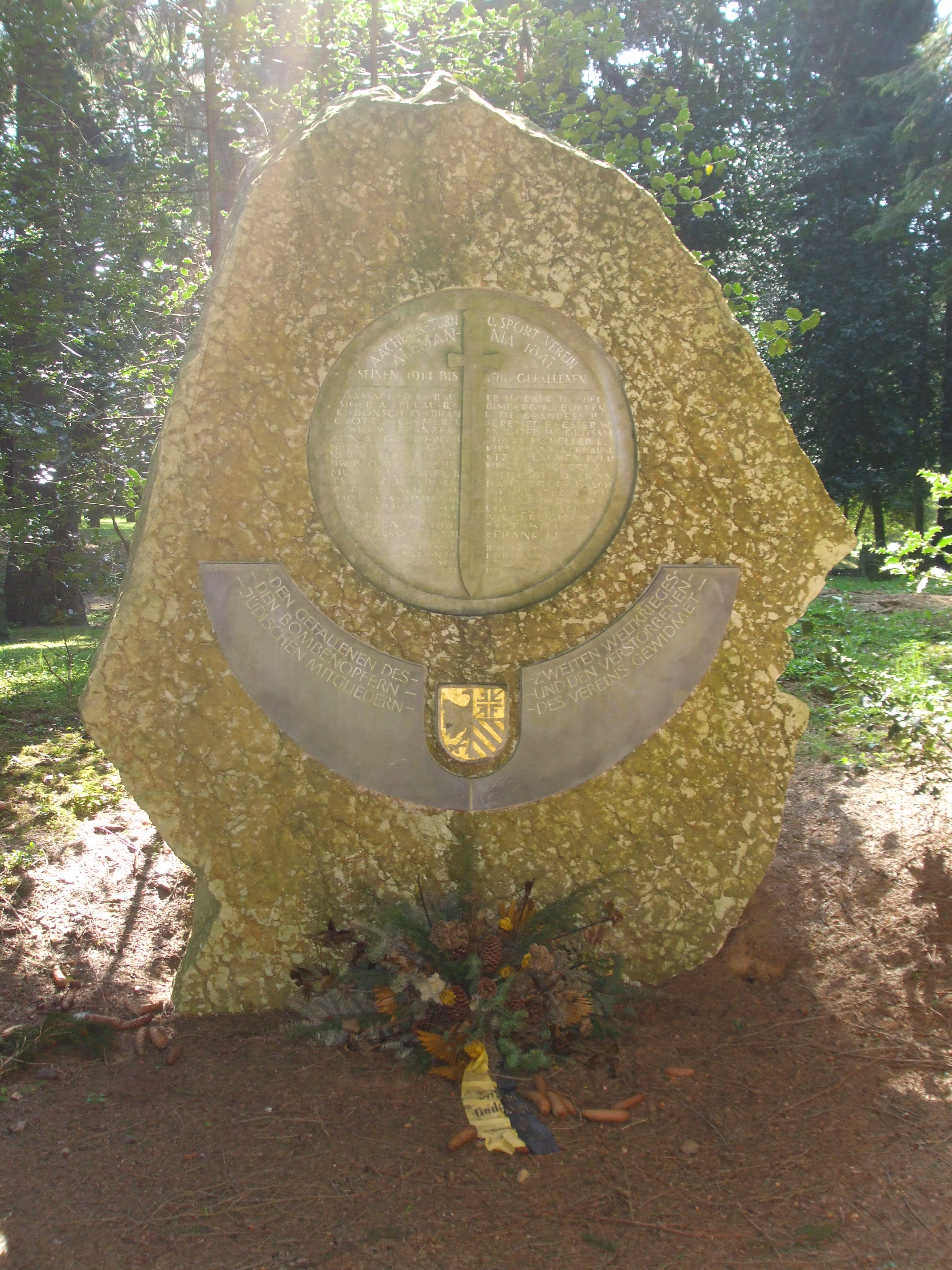
Gedenkstein für die Gefallenen der Alemannia Aachen
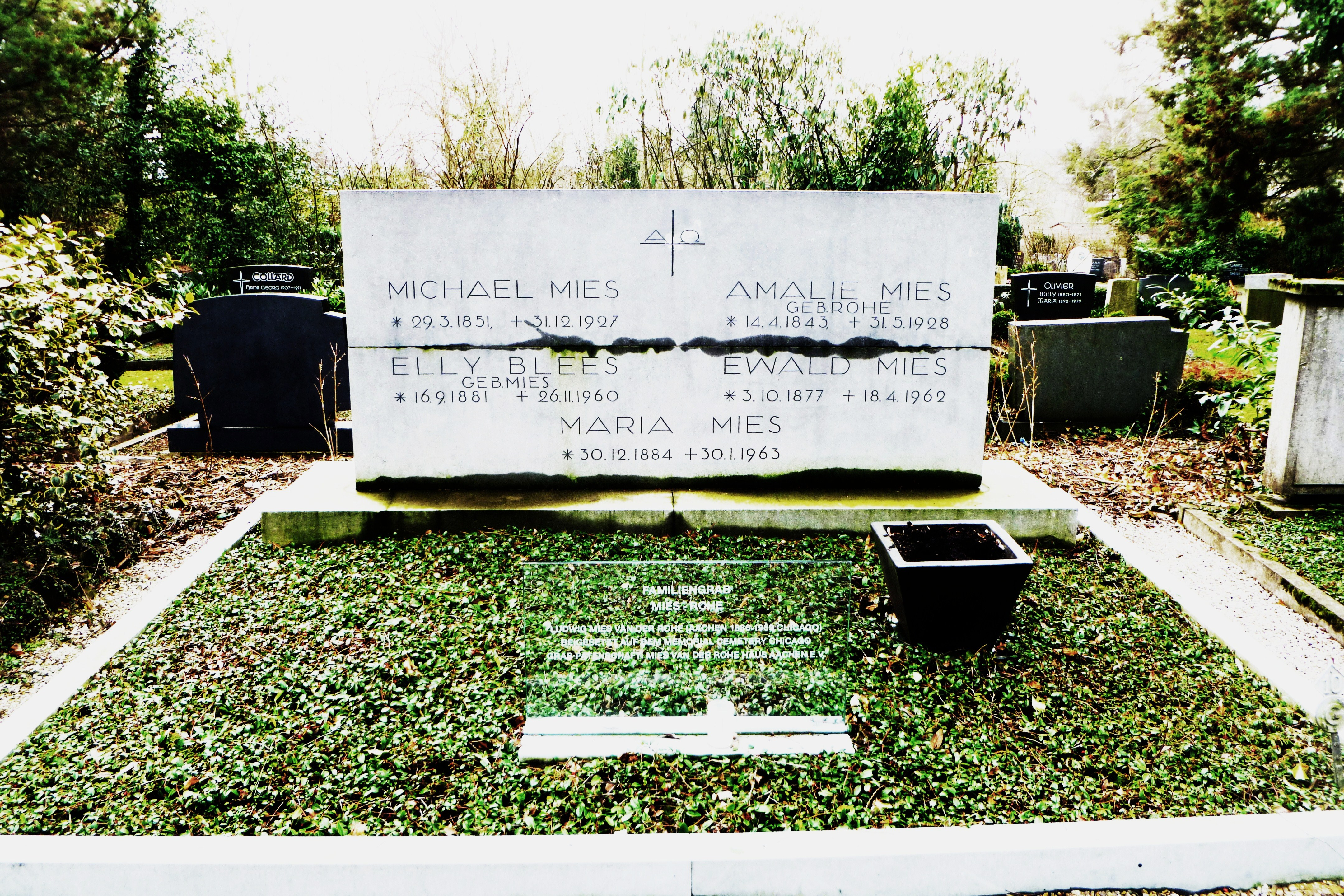
Familiengrabstätte Mies, Westfriedhof Aachen
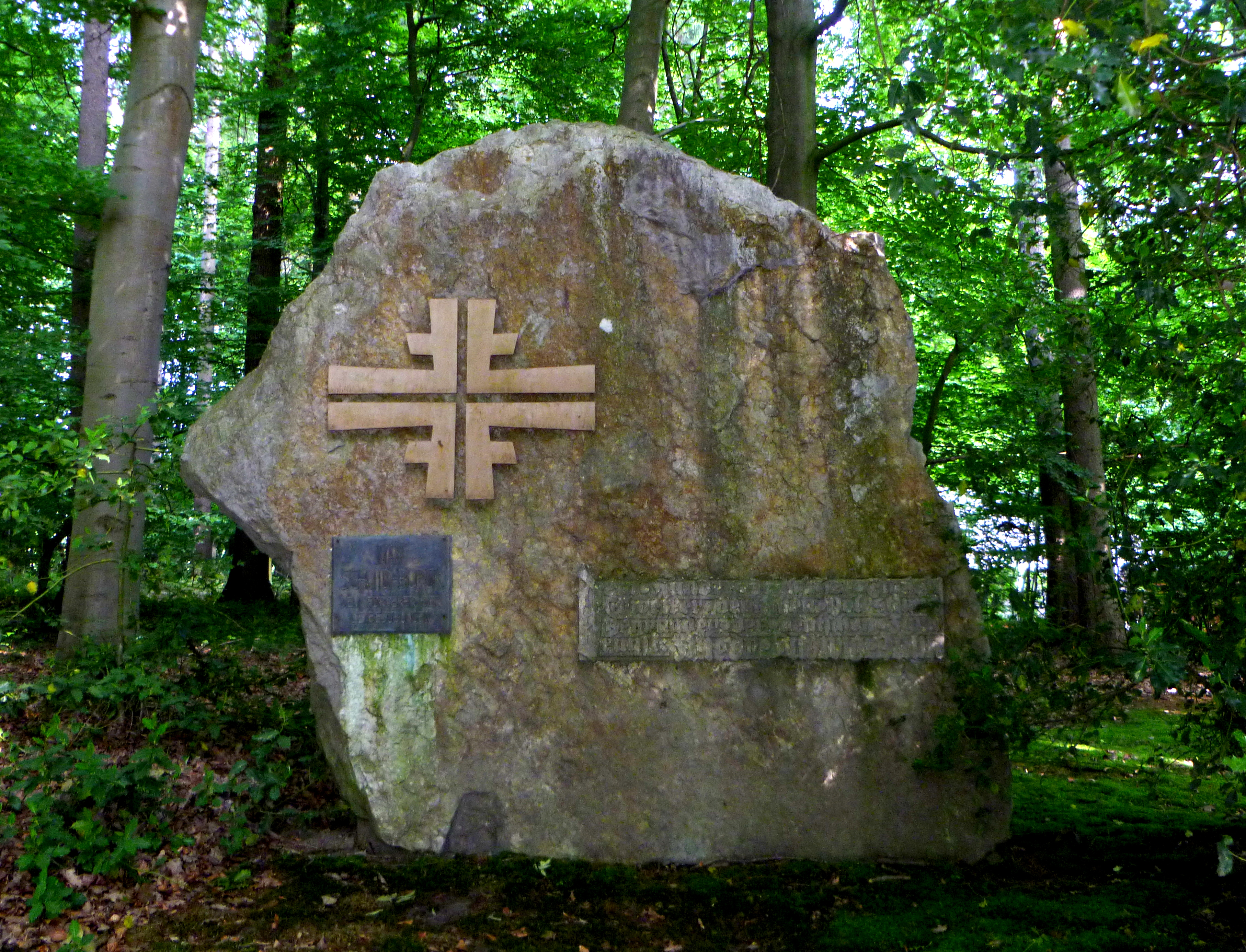
Gedenkstein für „Turnvater“ Friedrich Ludwig Jahn
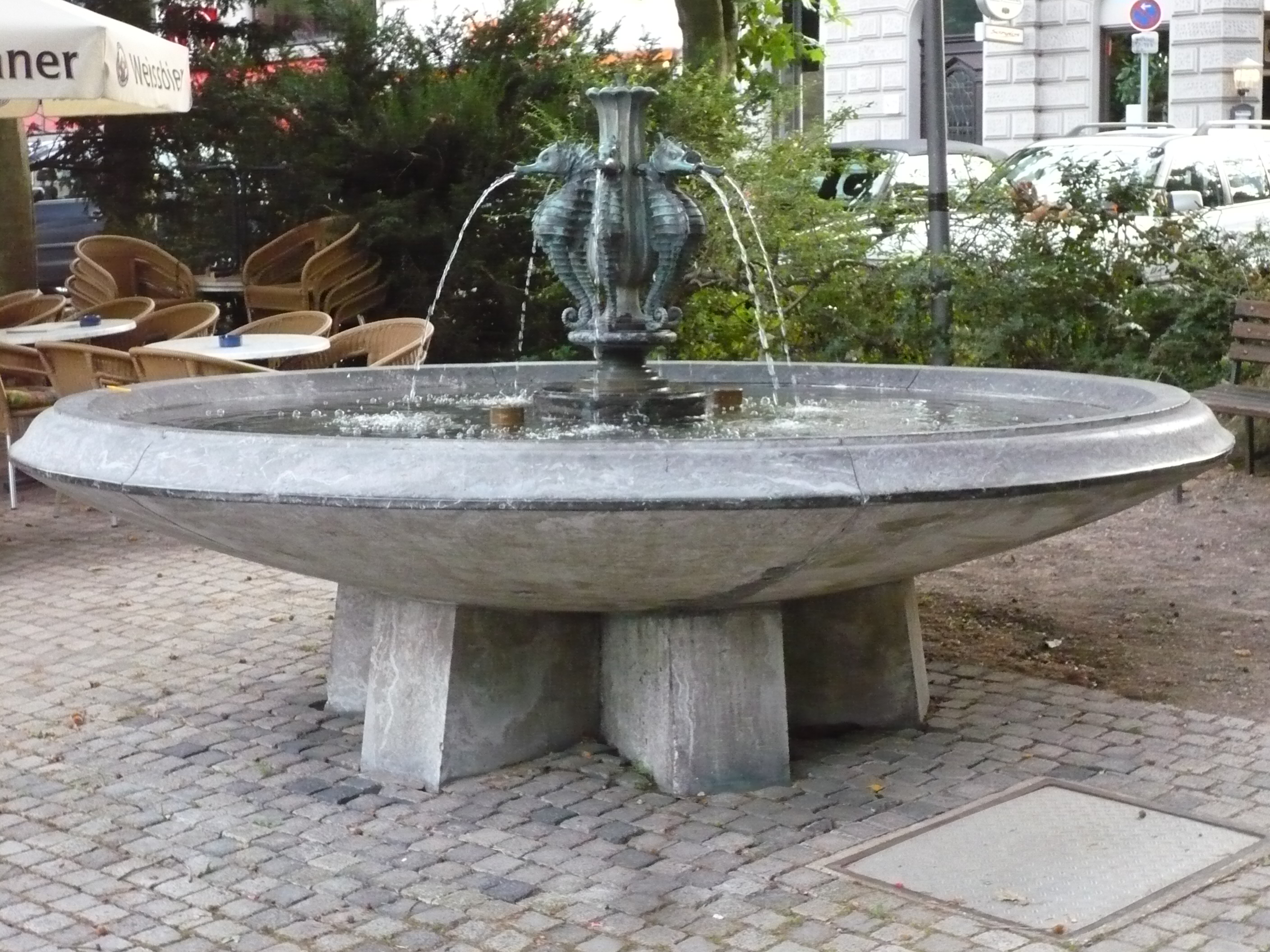
Seepferdchenbrunnen in Aachen